# 聖メリッサ
聖メリッサ（ブレシア、126年2月28日 - マルチャーノポリ、157年9月16日）は、2世紀のキリスト教の伝統における処女であり殉教者であり、聖人として崇拝されていた。
伝説によると、彼女はイタリア半島出身の宣教師で、他の民族への福音伝道の使命を帯びてマルチャーノポリスに住んでいた。当時、マルチャーノポリスが位置していたトラキア地方は、アンティオコス総督の支配下にあり、アントニヌス・ピウス帝の迫害の最中に殉教した。
彼女の典礼の祝日は、カトリック教会とギリシャ正教会によって9月16日に祝われている。

## 生涯
イタリアのブレシア地方出身の敬虔なキリスト教徒であるメリッサは、アントニヌス・ピウス帝の治世下、宣教師としてトラキアに派遣された。迫害者アンティオコス帝の支配下において、彼女の説教は多くの異教徒を改宗させ、それが彼女の逮捕につながった。彼女は奇跡の力に恵まれ、アポロンとヘラクレスの偶像を破壊した。これは異教徒の間でスキャンダルを引き起こし、当局の怒りを買った。キリスト教の信仰を捨てることを拒否した彼女は、アンティオコス帝の妻と有力な女性たちに託された。彼女たちは彼女に信仰を捨てるよう説得しようと試みたが、無駄に終わった。
メリッサはあらゆる圧力に抵抗し、アンティオコスの妻と異教徒の女性たちを改宗させることに成功した。彼女を偶像崇拝に導いたと非難されたまさにその女性がキリスト教に改宗した。二人は共に、迫害の脅威に常に直面しながら、密かに伝道活動を始めた。
アンティオコスは妻の改宗を知ると激怒し、直ちに二人を処刑するよう命じた。メリッサと総督の妻は斬首され、殉教という形で信仰の証しを固めた。メリッサは揺るぎない勇気で死に立ち向かい、栄光へと歩み、聖なる殉教者のために用意された永遠の冠を授かった。
しばらく後、マケドニアのキリスト教徒アカキウスが故郷への帰途、マルキアノポリスを通過した際、聖メリッサの聖遺物が未だ埋葬されていないことを知った。敬虔さと熱意に動かされたアカキウスは、総督に近づき、聖遺物を持参して故郷に埋葬する許可を求めた。アンティオコスはアカキウスの真意を知らず、許可を与えた。
アカキウスは聖メリッサの遺体を丁寧に箱に収め、すぐに出航した。しかし航海中に彼は重病に倒れ、亡くなった。船はリムノス島の岬に着岸し、そこで同行者たちは故人の遺志に従い、聖なる殉教者の遺体を埋葬した。キリストの殉教者たちに深い愛と敬意を示したアカキウス自身も、聖メリッサの墓の隣に埋葬された。
聖メリッサと聖アカキウスの記憶は、キリスト教の伝統の中で、忠実さ、使徒的熱意、そして揺るぎない献身の模範として生き続けている。彼女たちの物語は、迫害に対する信仰の勝利を象徴するだけでなく、ローマ帝国の異教的な権力構造の中にあっても人々の心を変える力を持つ福音の真理の力も表している。

## 概説
グレゴリオ暦によれば、彼女の祝日は9月16日です。
ローマ殉教史より:
9月16日 - 現在のブルガリア、トラキアのマルキアノープルで、聖メリッサが殉教する。